# Astragalus fridae
Astragalus fridae är en ärtväxtart som beskrevs av Karl Heinz Rechinger. Astragalus fridae ingår i släktet vedlar, och familjen ärtväxter. Inga underarter finns listade i Catalogue of Life.